# San Diego Toros
O San Diego Toros era um time de futebol que jogava na North American Soccer League, com sede em San Diego, Califórnia .

## História
Em 1967 jogou com o nome de Los Angeles Toros,com sede em Los Angeles, Califórnia, e era membro da National Professional Soccer League original em 1967. A franquia pertencia a Dan Reeves, que também era dono do Los Angeles Rams da National Football League .
Após a fusão da NPSL e da United Soccer Association (USA) para formar a NASL, a franquia mudou-se para San Diego e se tornou o San Diego Toros antes da temporada da NASL de 1968, enquanto o Wolves dos EUA permaneceu em Los Angeles em 1968. 
Em 1968, o artilheiro do time foi Pepe Fernandez.
Durante seu único ano na NASL, o clube contou em seu elenco com o jogador da Seleção Brasileira Vavá.